# 王光玉
王光玉，加拿大不列颠哥伦比亚大学林学院林业资源管理系教授、林学院副院长。30多年来一直从事林业生产、科研和经营管理。主要研究专长为森林可持续经营、林业国际合作、森林生态与气候变化的研究，国家公园管理、森林康养、林业碳汇计量，主持相关科研项目50多个，发表SCI论文100多篇，其中2篇为国际顶尖杂志《科學》。
研究主要为：
（1）遥感和地理信息系统、流域系统动力学模型在流域森林经营决策管理中的应用方面取得了有国际影响的研究成果，并成功应用于加拿大菲沙河流域；
（2）林业政策、国家公园管理、碳汇计量评价等方面，100多篇研究成果发表在SCI，其中《Science》2篇（2007, 2008）；
（3）林业市场与国际合作方面，主持多个科研项目。

## 主要经历
毕业福建农林大学，曾任福州国家森林公园主任、福建省林业投资公司董事长。先后参加或主持福建省国营林场经营、林木种苗、商品材基地、国家森林公园、生态旅游、城市园林绿化、花卉建设与管理工作。主持福建省、林业部、国家统计局等省部级重点科学研究项目项目30多项。获国家重大成果奖一项，部、省级科技进步三等奖五项（林业科技进步二等奖一项、三等奖一项、国家统计局科技进步三等奖一项，福建省政府科技进步奖两项）。
赴美国，先后在世界林业研究院、美国国家林务局、俄勒冈州林业厅工作，主持美国林产品中国市场报告的编写，并由世界林业研究院出版发行。主持美国西北部流域水平生态系统分析、美国西北部林业可持续经营系统研究、美国联邦所有林监测与计划。在美期间，获工商管理硕士(MBA)。
移居加拿大后，先后取得不列颠哥伦比亚大学博士、博士后，并留校任教。在从事流域水平的森林可持续经营的研究，重点采用遥感、地理信息系统、流域系统动力学模型在流域森林经营决策管理中的应用，并成功应用于加拿大菲沙河流域、福建闽江流域与江西的赣江流域。先后在国际SCI刊物发表100多篇，其中包括两篇发表在世界顶尖科学期刊《科学》 杂志上。目前他主要专注国家公园管理、森林碳汇计量、森林康养等研究，是该领域的著名专家。